# Сизал
Сизал (Agave sisalana) е вид многогодишни растения от семейство Агавови (Agavaceae). Расте и се отглежда в по-сухи тропични и субтропични райони, заради листата, от които се получава влакно, наречено също сизал. Едно растение образува 300-600 листа за сизал (2-3 беритби на година).

## Употреба
| Основни производители на сизал (2007), хиляди t                                               | Основни производители на сизал (2007), хиляди t |
| --------------------------------------------------------------------------------------------- | ----------------------------------------------- |
| Бразилия                                                                                      | 113,3                                           |
| Танзания                                                                                      | 36,9                                            |
| Кения                                                                                         | 27,6                                            |
| Китай                                                                                         | 34,0                                            |
| Мадейра                                                                                       | 9,1                                             |
| Хаити                                                                                         | 2,2                                             |
| Република Южна Африка                                                                         | 1,6                                             |
| Общо за света                                                                                 | 240,7                                           |
| Източник: FAO Fibres Statistical Bulletin Архив на оригинала от 2012-10-21 в Wayback Machine. |                                                 |

В миналото сизалът е основен материал за въжета, използвани в селското стопанство за връзване на снопи и бали, поради своята здравина, трайност, способност да се разтяга и устойчивост на солена вода. В наши дни ролята му в тази област намалява, поради конкуренцията на полипропилена и развитието на нови техники за производство и съхранение на фуражи, но в същото време сизалът започва да се използва за производството на нови продукти с по-висока стойност.
Освен въжета, от сизал се изработват евтина или специална хартия, мишени за дартс, филтри, геотекстил, дюшеци, килими, макраме и други. Сизалът се използва и като по-безвреден заместител на азбеста и стъклената вата в композитни материали с различно приложение, включително в автомобилостроенето.
По-нискокачествените влакна се преработват в целулозно-хартиената промишленост, поради високото си съдържание на целулоза и хемицелулоза. От среднокачествените се произвеждат въжета, широко използвани в мореплаването, селското стопанство и промишлеността. От най-качествения сизал след обработка се изработва прежда, използвана в производството на килими.